# بوگیشیچی
بوگیشیچی (به لاتین: Bogišići) یک منطقهٔ مسکونی در مونته‌نگرو است که در شهرداری تیوات واقع شده‌است. بوگیشیچی ۱۸۴ نفر جمعیت دارد.